# Vályi Péter
| Vályi Péter                               | Vályi Péter                                        |
| Kattints az alábbi külső linkek egyikére! | Kattints az alábbi külső linkek egyikére!          |
| ----------------------------------------- | -------------------------------------------------- |
| Nem található szabad kép.(?)              |                                                    |
| külső link · jogvédett                    | A Vályi Péter-ügy. Barcikai Históriás. 2015-02-07. |

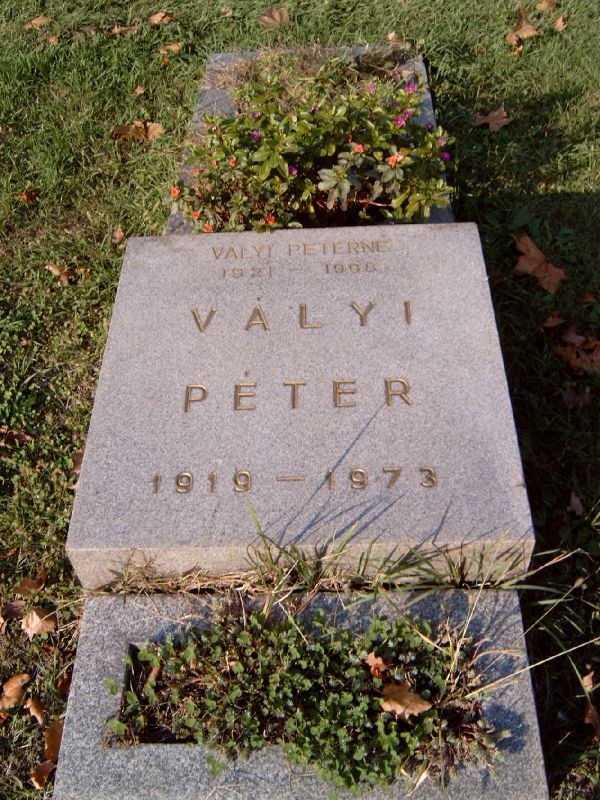
Vályi Péter a sírja Budapesten. Kerepesi temető: Mm. B. 14.

Vályi Péter (Szombathely, 1919. december 25. – Miskolc, 1973. szeptember 18.) magyar politikus, vegyészmérnök, vállalatvezető, az Országos Tervhivatal elnökhelyettese, majd Magyarország pénzügyminisztere és a Minisztertanács elnökhelyettese. Rejtélyes körülmények között bekövetkezett halála máig a korszak egyik híres története.

## Élete
Édesapja Vályi Manó fakereskedő, később könyvelő volt. Édesanyja Pollák Róza. 1942-ben a budapesti Magyar Királyi József Nádor Tudományegyetemen szerzett vegyészmérnöki diplomát. Pályája elején a Spolio Gyógyszerüzemben, majd a Fried és a Simontornyai Bőrgyárban dolgozott laboratóriumi vezetőként. 1944 végén munkaszolgálatra kellett bevonulnia. 1945-ben letartóztatták azzal a váddal, hogy kommunista propagandát folytatott. Szüleit ekkor a nyilasok internálták.
1945 áprilisában belépett a kommunista pártba, majd részt vett a simontornyai helyi pártszervezet létrehozatalában. 1945 szeptemberében Simontornyán nőül vette Schäfer Vilmát. 1947-ben a Vigodni Bőrgyárat vezette. 1948-ban az Országos Tervhivatalban dolgozott előadóként, később a vegyesipari osztály vezetőjének is kinevezték. 1948–52 között a Magyar Közgazdaságtudományi Egyetemen oktatott előbb adjunktusként, utána docensként. 1953-ban néhány hónapig a Chinoin vezérigazgatója, majd 1954-ben a Nehézipari Minisztérium szervesvegyipari igazgatóságának vezetője.
1955–61-ben az Országos Tervhivatal elnökhelyettese, 1967-ig első elnökhelyettese. Mindezek után pénzügyminiszterré léptették elő, és a Központi Bizottság gazdaságpolitikai bizottságának tagjaként is tevékenykedett. 1971-ben nevezték ki a Minisztertanács elnökhelyettesévé.
Vályi reformista politikus volt, ezért nagy népszerűségnek örvendett a magyar nép körében. Egyike volt azon ritka kádereknek, akik már akkor kitűnően használták a médiát. Politikai stílusában testet öltött mindaz, amit a reformokról gondoltak az akkori emberek. Vályi munkájával nagy mértékben támogatta az új gazdasági mechanizmus néven elhíresült irányzatot, mely célul tűzte ki a magyar gazdaság irányításának és tervezésének liberalizálását, megreformálását. 
Mint a korszak egyik jelentős politikusa, részt vett a reformok kidolgozásában. A munkálatok egyik jelentős vezetőjeként 1967. április 14-én átvette a pénzügyminiszteri pozíciót elődjétől, Timár Mátyástól. Több éves pénzügyminiszterségének idejére esett a reformok bevezetése. Így a reformfolyamatok megtervezése után, azok gyakorlati végrehajtása vált dr. Vályi Péter fő feladatává. Az Országgyűlésben tett költségvetési beszámolóit, melyek a reformok fokozatos végrehajtásáról és azok eredményeiről szóltak, a lakosság tájékoztatása érdekében többször filmfelvételeken örökítették meg. Minisztersége 1971. május 12-én ért véget. Ugyanezen évben lett a Minisztertanács elnökhelyettese, mely pozíciót a haláláig töltötte be. 
Képviselte hazánkat a Kölcsönös Gazdasági Segítség Tanácsában (KGST), illetve elfoglalta az elnök szerepét a magyar–szovjet, magyar–román és a magyar–lengyel kormányközi gazdasági együttműködési bizottság magyar tagozatában. Előállt azzal a javaslattal, mely szorgalmazta hogy a KGST központja ne Moszkvában, hanem Varsóban legyen, illetve kiment az Egyesült Államokba tárgyalni nyugati politikusokkal. Hazaérve megírta jelentését, amelyben a magyar–amerikai kapcsolatok bővítését javasolta. A Magyar Szocialista Munkáspárt X. kongresszusán a Központi Bizottság tagjává választották.
Munkásságát még életében több kitüntetéssel ismerték el, köztük a Népköztársasági Érdemérem arany fokozatával, kétszer a Munka Érdemrenddel, majd a Munka Érdemrend arany fokozatával. Mindezek mellett több magas külföldi kitüntetést is megkapott. Ma iskola viseli nevét Tamásiban. Szülővárosában utcát neveztek el róla.

## Halála
Vályi Péter és felesége szeptember 14-én érkezett meg a Pénzpataki vadászházba, ahol dr. Ladányi Józseffel, a megyei tanács elnökével és küldöttségük többi tagjával együtt megbeszélték a másnapi programot, mely tartalmazta a hajnali vadászatot és a Lenin Kohászati Művek meglátogatását, délelőtt 10 óra körül. Vályi látogatásának eredeti célja egyébként nem a Diósgyőri Acélművek megtekintése volt, leginkább az Észak-magyarországi Idegenforgalmi Intézőbizottság szeptember 17-én megtartott ülésén kívánt részt venni.
Szeptember 15-én késő délelőttig minden a korábbi tervek szerint zajlott. A Minisztertanács elnökhelyettese napját vadászattal kezdte. A vadászat után következett a gyárlátogatás. Az ünnepélyes fogadtatást követően dr. Énekes Sándor, az LKM vezérigazgatója azt javasolta dr. Vályi Péternek, hogy együtt tekintsék meg az LKM martinacélmű részét is. Ebbe Vályi beleegyezett, annak ellenére, hogy ez eltérést jelentett az eredeti útvonaltól.
Az acélmű technológiáját korábban az LKM vezetése korszerűtlennek ítélte meg. A gyár vezetésének célja az acélmű felújítása vagy egy új építése volt, melyhez beruházási összegre volt szükségük. A látogatás során a nemesacél-hengermű megtekintése után a delegáció a martinacélmű irányába indult el. Vályi saját szemével szerette volna megfigyelni az acélmű működését, hogy ezáltal bizonyosodjon meg az esetleges beruházások szükségességéről. A martinacélmű működése a látogatás során nem állt le; többen a dolgozók közül sem értesültek a kormányküldöttség látogatásáról.
A delegáció 11:40 táján érkezett meg a martinacélműhöz. Dr. Énekes Sándor vezérigazgató javaslatára az öntőcsarnokon keresztül folytatták az útjukat. Énekesnek már korábban szóltak, hogy munkálatok közben az öntőcsarnok a gyár egyik legveszélyesebb területének számít. A figyelmeztetés ellenére a kormányküldöttség a vezérigazgatóval együtt folytatta útját. A munkálatok leállítására nem érkezett utasítás. Énekest valószínűleg az motiválta, hogy ha a miniszterelnök-helyettes saját szemével látja az elavult gépeket, és közbenjár, a gyár nagyobb eséllyel juthat hozzá új gépezetekhez vagy a korszerűsítést fedező megfelelő mennyiségű pénzösszeghez.
A delegáció tagjai egy pódiumról tekintették meg a munkálatokat. Vályi Péter a pódium szélétől kb. 10–15 cm-re állt. Ekkor a 6-os számú kemencénél a munkálatok során rutinműveletnek számító kifúvatás következett, amelynek során a salakanyagot és egyéb szennyeződéseket távolítják el. Ez a folyamat hatalmas szikraesőt hozott létre, mely a kívülállók számára váratlan hanghatással is járt. Szinte pontosan a szikraeső keletkezése közben a már ijedt delegáció tagjai számára váratlanul, a mellettük lévő félportáldaru megindult feléjük. A darus nem látta a küldöttség tagjait, emiatt az nekik ütközött, és fel is lökte Ladányi József megyei tanácselnököt. A hirtelen kialakult pánikhelyzetben történt a baleset. Valószínűleg Vályi Péter megrettenhetett, megszédült, és Énekes Sándorral együtt bezuhantak az öntőgödörbe, ahol a kb. 700 Celsius-fokos kokillák közé estek.
Ezeknek a másodperceknek történései azért homályosak, mert rengeteg változat jött létre a baleset leírásával kapcsolatban. Bizonyos beszámolók szerint Vályi, kezét a zsebéből kikapva, Énekesbe kapaszkodott, ám egyensúlyát már nem tudta visszanyerni, így magával rántotta a vezérigazgatót is az öntőgödörbe. Olyan változat is létezik, mely szerint Énekes Vályi után kapott, és úgy esett le; egy másik szerint Énekes Vályi után ugrott, hogy kimentse; vagy pont Énekes dőlt neki Vályinak, aki emiatt zuhant le. Létrejöttek kevésbé valószínű összeesküvés-elméletek is. Tény az, hogy emberi mulasztás és felelőtlenség vezetett az esethez, hiszen míg Énekest egyből ki tudták menteni, addig Vályi beszorult és összeégett. Néhány nap múlva a kórházban halt meg. Halála az egész országot megrázta. Énekes Sándort a felépülése után perbe fogták, és leváltották az LKM vezérigazgatói székéből.